# Вулиця 23 Жовтня (Мелітополь)
Вулиця 23 жовтня — вулиця Мелітополя. Знаходиться в північно-східній частині міста в історичному районі Круча. Починається від провулка Марії Батракової, тягнеться більше двох кілометрів паралельно сусіднім вулицям Пушкіна та Марії Батракової і закінчується тупиком. Складається переважно з приватного сектора. Покриття ґрунтове.

## Назва
Вулиця названа на честь визволення Мелітополя від німецьких загарбників військами 4-го Українського фронту 23 жовтня 1943.
Назву «23 жовтня» також носив мелітопольський верстатобудівний завод.

## Історія
24 квітня 1957 міськвиконком ухвалив рішення про найменування нової вулиці. У цей же день аналогічне рішення було ухвалене за компресорним провулком, який знаходиться в іншій частині міста.

## Галерея
|                |                            |                                      |                                       |
| Початок вулиці | Магазин                    | Магазин                              | Меморіальна дошка на будівлі магазину |
|                |                            |                                      |                                       |
|                | Трансформаторна підстанція | Вид з вулиці на верхню частину Кручи | Тупик у кінці вулиці                  |